# Campylorhynchus megalopterus
Carriça-serrana ou garrincha-zebrada (Campylorhynchus megalopterus) é uma espécie de ave da família Certhiidae, endémica do México.
Os seus habitats naturais são: regiões subtropicais ou tropicais húmidas de alta altitude.